# Resolució 477 del Consell de Seguretat de les Nacions Unides
La Resolució 477 del Consell de Seguretat de les Nacions Unides, aprovada el 30 de juliol de 1980 després d'examinar l'aplicació de Zimbàbue per a ser membre de les Nacions Unides, el Consell va recomanar a l'Assemblea general que Zimbàbue fos admesa. La República de Zimbàbue fou admesa oficialment com el 153è membre de l'ONU el 25 d'agost de 1980 per l'Assemblea General per recomanació del Consell de Seguretat. El ministre Robert Mugabe era present per acceptar l'estatut de membre en nom del govern de Zimbàbue.